# Ácido fosfotúngstico
O ácido fosfotúngstico (PTA, em inglês) (ou fosfowolfrâmico) é um heteropoliácido a base de fósforo e tungstênio. Se apresenta normalmente na forma hidrata e se obtém fazendo evaporar-se uma solução composta de ácido fosfórico (H3PO4) e do isopoliácido H6W12O39 · xH2O (ácido metatúngstico).
O composto é conhecido por uma variedade de diferentes nomes e acronismos, incluindo:
- Ácido fosfotúngstico (PTA)
- Ácido fosfowolfrâmico (PWA)
- Ácido tungstofosfórico (TPA)
- Ácido 12-fosfotúngstico
- Ácido 12-tungstofosfórico (citado como o padrão IUPAC em Cotton e Wilkinson, 2d edição,1966[2] )
- Ácido dodecatungstofosfórico

A notação com "12" ou "dodeca" reflete o fato que o ânion contém 12 átomos de tungstênio. Alguns pesquisadores iniciais que não conheciam a estrutura, por exemplo Hsien Wu chamaram-no ácido fosfo-24-tungstico como eles o formularam como 3H2O.P2O5 24WO3.59H2O, (P2W24O80H6).29H2O, o qual corretamente identificaram as taxas atômicas de P, W e O. Esta fórmula ainda era citada em artigos até os anos 1970.
Na atual química, é tratado como possuindo a fórmula química H3PW12O40.
É um composto corrosivo e se apresenta, a temperatura ambiente, como um sólido de branco (ou acinzentado) a  verde amarelado quase inodoro, em pequenos cristais. É utilizado na preparação de soluções corantes para uso em citologia e histologia, como a coloração tricrômica azan-Mallory.
EPTA é a sigla (em inglês) para o ácido fosfotúngstico etanólico, sua solução alcoólica é usada em biologia.
Possui ponto de fusão de 89 °C (24 H2O hidrato). É solúvel em água (200 g/100 ml).
Não é especialmente tóxico, mas levemente irritante.

## Estrutura
Gouzerh resume as visões históricas sobre a estrutura do ácido fosfotúngstico conduzindo à determinação de Keggins da estrutura como:
- H7[P(W2O7)6] proposta por Miolati e posteriormente desenvolvida por Rosenheim.
- H3[PO4W12O18(OH)36] (Pauling)

A estrutura foi determinada por J.F Keggin primeiramente publicada em 1933 e então em 1934 e é geralmente conhecida como a estrutura de Keggin. O ânion tem grande simetria tetraédrica e compreende uma "gaiola" de doze átomos de tungstênio ligados por átomos de oxigênio com os átomos de fósforo de coordenação tetraédrica ao seu centro. A imagem abaixo mostra a coordenação octaédrica dos átomos de oxigênio ao redor dos átomos de tungstênio, e qua a superfície do ânion tem tanto os átomos de ligação quanto terminais de oxigênio. Posteriores investigações mostraram que o composto era um hexahidrato e não um pentahidrato como Keggin tinha proposto.

## Preparação e propriedades químicas
O ácido fosfotúngstico pode ser preparado pela reação de tungstato de sódio, Na2WO4.2H2O, com ácido fosfórico, H3PO4, acidificado com ácido clorídrico, HCl.
12Na
2WO
4 + H
3PO
4 + 24HCl  →  H
3[PW
12O
40] + 24NaCl + 12H
2O
As soluções de ácido fosfotúngstico decompõe-se a medida que o pH é aumentado. A marcha desta decomposição tem sido determinada e as composições aproximadas a vários valores de pH são as que seguem:
| pH  | componentes principais                                              |
| --- | ------------------------------------------------------------------- |
| 1.0 | [PW12O40]3−                                                         |
| 2.2 | [PW12O40]3−, [P2W21O71]6−, [PW11O39]7−                              |
| 3.5 | [PW12O40]3−, [P2W21O71]6−, [PW11O39]7−, [P2W18O62]6−, [P2W19O67]10− |
| 5.4 | [P2W21O71]6−, [PW11O39]7−, [P2W18O62]6−                             |
| 7.3 | [[PW9O34]]9−                                                        |
| 8.3 | PO43−, WO42−                                                        |

As espécies [PW11O39]7− é uma lacuna, ou íon de Keggin defeituoso. A [P2W18O62]6− tem uma  estrutura de Dawson. Em pH menor que 8 a presença de etanol ou acetona estabiliza o ânion, [PW12O40]3−, reduzindo a decomposição.
Ácido tungstofosfórico é termicamente estável até 400°C, e é mais estável que o análogo ácido silicotúngstico, H4SiW12O40.
Grandes quantidade de moléculas polares tais como a piridina são absorvidas dentro da fase principal e não simplesmente sobre a superfície. Estudos em estado sólido RMN de etanol absorvido na fase principal mostram que ambos os dímeros protonados, ((C2H5OH)2H+) e monômeros, (C2H5OH2+) estão presentes.
Ácido fosfotúngstico é menos sensível a redução que o ácido fosfomolíbdico. Redução com ácido úrico ou sulfato de ferro (II) produz um composto colorido marrom O ácido silicotúngstico relacionado quando reduzido forma um composto marrom similar quando uma das quatro unidades W(III) na estrutura de Keggin torna-se um agrupamento de ligações metal-metal de três periféricos compartilhando um octaedro W(IV)..
O ácido fosfotúngstico é o mais forte dos heteropoliácidos.  Sua base conjugada é o ânion PW12O403−. . Sua acidez em ácido acético tem sido pesquisada e mostra que os três prótons dissociam-se independentemente melhor que sequencialmente, e as posições ácidas são de mesma força. Uma estimativa de da acidez é que o sólido tem uma acidez mais forte que H0 = −13.16, o que poderia qualificar o composto como um superácido. Esta força ácida significa que mesmo a baixo pH o ácido é fortemente dissociado.
Quando tratado com peróxido de hidrogênio na presença de base, o ácido fosfotúngstico reage para formar um fosfo-peroxocomplexo de tungstênio, cuja estrutura é [PO
4(WO)
4(O
2)
8]3–
, conhecido como ânion de Venturello, um catalisador usado em reações de epoxidação de alcenos pelo peróxido de hidrogênio.

## Usos

### Catalisador
Em comum com o outros heteropoliácidos, o ácido fosfotúngstico é um catalisador e sua alta acidez e estabilidade térmica o faz um catalisador escolhido por alguns pesquisadores. Se apresenta em solução como um catalisador homogêneo, e como um catalisador heterogêneo   "apoiado" sobre um substrato como por exemplo a alumina ou a sílica.
Algumas reações catalisadas pelo ácido incluem:
- a catálise homogênea da hidrólise do propeno para dar 2-propanol
- a catálise homogênea da reação de Prins
- a catálise heterogênea da dehidração de 2-propanol a propeno and metanol a hidrocarbonetos.

### Tingimento e pigmentos
O ácido fosfotúngstico tem sido usado para precipitar diferentes tipos de corantes como "lacas". Exemplos são corantes básicos e corantes trifenilmetanos, e.g. derivados de pararosanilina.

### Histologia
Ácido fosfotúngstico é usado em histologia para coloração de espécimes, como um componente de hematoxilina-ácido fosfotúngstico, PTAH, e reagentes “tricrômicos”, e como um corante negativo por formar imagem nítida em microscópio eletrônico de transmissão.
Hematoxilina-ácido fosfotúngstico
Mallory descreveu o reagente agora genericamente conhecido como PTAH em 1897. PTAH colore tecidos entre castanho avermelhado ou azul dependendo de seu tipo. Esta propriedade de colorir simultaneamente em duas cores é diferente de outros reagentes de hematoxilina e.g. alúmen-hematoxilina (como a hematoxilina de Harris). O papel do ácido fosfotúngstico e o mecanismo de coloração não é totalmente entendido. Curiosamente o componente ativo da hematoxilina é a forma oxidada, hematina, embora isso raramente seja reconhecido na literatura que se refere a coloração por hematoxilina. O ácido fosfotúngstico forma uma laca com a hematina. A ação do reagente é incerta, o exame de uma amostra com anos de idade mostrou a existência de três componentes coloridos, azul, vermelho e amarelo. Estes não foram identificados. Algumas pesquisas de sistemas "modelo", reagindo vários compostos tai como aminoácidos, purinas, pirimidinas e aminas com soluções hematoxilina-ácido fosfotúngstico mostram que elas produzem diferentes cores.
Reagentes tricrômicos
Coloração negativa